# Mart Võrklaev
Mart Võrklaev, född 30 maj 1984 i Tallinn, är en estnisk liberal politiker tillhörande Reformpartiet. Sedan 17 april 2023 är han Estlands finansminister i Kaja Kallas tredje regering.

## Biografi

### Uppväxt och utbildning
Võrklaev tog gymnasieexamen från gymnasiet i Jüri utanför Tallinn 2003. Fram till 2008 studerade han vid Estlands livsvetenskapliga universitet och tog en examen i geodesi. 
År 2009 inledde han studier i juridik vid Tartu universitet.

### Karriär
Võrklaev arbetade som assisterande lantmätare vid Empower Engineering OÜ från 2006 till 2007 och arbetade från 2007 till 2012 med markfrågor för Rae kommun.

### Politiker
Han gick med i Reformpartiet 2010 och valdes 2012 till kommunalråd i Rae kommun, där han behöll posten fram till 2019. 
Efter att Kalle Palling lämnat sin post som ledamot av Riigikogu 2019 trädde Võrklaev in som ersättare 7 oktober. I mars 2023 valdes han själv in i Riigikogu från det fjärde valdistriktet,  (Harjumaa utom Tallinn och Raplamaa). I regeringsbildningen efter valet nominerades han av premiärministern och partikollegan Kaja Kallas till finansminister och svor ämbetseden 17 april.

### Familj och privatliv
Võrklaev lever i ett samboförhållande och har två söner.